# Вагнер (Јужна Дакота)
Вагнер (енгл. Wagner) град је у америчкој савезној држави Јужна Дакота.

## Демографија
По попису из 2010. године број становника је 1.566, што је 109 (-6,5%) становника мање него 2000. године.
| Група             | 2000.         | 2010.       |
| Белци             | 1.047 (62,5%) | 847 (54,1%) |
| Афроамериканци    | 4 (0,2%)      | 3 (0,2%)    |
| Азијати           | 1 (0,1%)      | 3 (0,2%)    |
| Хиспаноамериканци | 50 (3,0%)     | 47 (3,0%)   |
| Укупно            | 1.675         | 1.566       |